# Julius Petersen
Julius Peter Christian Petersen (16. června 1839 Sorø – 5. srpna 1910 Kodaň) byl dánský matematik.
Zabýval se několika oblastmi matematiky (geometrie, komplexní analýza, teorie čísel, matematická fyzika, matematická ekonomie, kryptologie a teorie grafů).
Je tvůrcem teorie grafů tak, jak je známa dodnes.